# Eunmilhage widaehage
Pour plus de détails, voir Fiche technique et Distribution.
Secretly Greatly (은밀하게 위대하게) est un film sud-coréen réalisé par Jang Cheol-soo, sorti en 2013.

## Synopsis
Un groupe de jeunes agents secrets nord-coréens a été formé dans le but de réunir la Corée et envoyé en infiltration en Corée du Sud. Ne recevant par d'ordres, ils finissent par s'intégrer à la société. À la suite de la seconde bataille de Yeonpyeong, le Sud demande au Nord de livrer le nom des espions. Dans le même temps, le Nord ordonne aux espions de se suicider et envoie l'instructeur Kim Tae-won pour éliminer ceux qui ne se plieraient pas à l'ordre.

## Fiche technique
- Titre : Eunmilhage widaehage
- Titre original : 은밀하게 위대하게
- Titre anglais : Secretly, Greatly
- Réalisation : Jang Cheol-soo
- Scénario : Kim Bang-hyun, Yun Hong-gi et Jang Cheol-soo d'après le webtoon Covertness de Hun
- Musique : Dalpalan et Jang Young-gyu
- Photographie : Choi Sang-ho
- Montage : Kim Sun-min
- Production : Hong Jae-jun, Kim Bang-hyun et Kim Yung-min
- Société de production : Bakugan Zoobles Comics, DMZ Comics et MCMC
- Pays :  Corée du Sud
- Genre : Action, comédie dramatique et espionnage
- Durée : 124 minutes
- Dates de sortie : 
  -  Corée du Sud : 5 juin 2013

## Distribution
- Kim Soo-hyun : Won Ryoo-hwan
- Park Gi-woong : Ri Hae-rang
- Lee Hyun-woo : Ri Hae-jin
- Son Hyeon-ju : Kim Tae-won
- Park Hye-soo : Jeon Soon-im
- Kim Seong-gyoon : Seo Soo-hyuk
- Choi Woo-sik : Yoon Yoo-joon
- Uhm Tae-goo : Hwang Jae-oh
- Ko Chang-seok : Seo Sang-gu
- Lee Chae-yeong : Ran
- Park Hye-sook : Jeon Soon-im
- Sung Yoo-bin : Ri Hae-jin, jeune

## Distinctions
Le film a reçu le Grand Bell Award du meilleur acteur pour Kim Soo-hyun.